# Propaganda Live
Propaganda Live è un programma televisivo italiano di genere talk show, in onda su LA7 dal 2017 e condotto da Diego Bianchi (detto Zoro).

## Programma
Il programma ha lo stesso format che fu di Gazebo, rispetto al quale presenta alcune novità, in particolare la durata di circa 3 ore di diretta (dal Teatro 2 degli Studios International di via Tiburtina), la presenza di ospiti in studio che sono intervistati sul palco dal conduttore, e il contributo di giornalisti ospiti fissi ad ogni puntata, oltre ad una rinnovata scenografia dello studio che ricorda una nave di legno.
Per il resto, il programma ha mantenuto la stessa linea di Gazebo, proponendo reportage sui principali fatti sociali e politici, realizzati dallo stesso Zoro, con commento in studio, nel quale era presente Marco Dambrosio (detto Makkox), ideatore del programma. Hanno completato il cast la band formata dal chitarrista e cantautore Roberto Angelini, dal trombettista Giovanni Di Cosimo, dal batterista Fabio Rondanini, dal bassista Gabriele Lazzarotti, dal tastierista Daniele "Coffee" Rossi e dal sassofonista Daniele Tittarelli.
Il programma vede come ospiti fissi la giornalista de La Stampa Francesca Schianchi e il giornalista del TG LA7 Paolo Celata. Nelle prime cinque stagioni anche il giornalista ed ex direttore de L'Espresso Marco Damilano compariva come ospite fisso.
Inoltre nel programma è presente frequentemente dalla prima stagione anche Constanze Reuscher, corrispondente in Italia del giornale tedesco Die Welt. Dalla quindicesima puntata è diventato ospite fisso anche Memo Remigi, che, ospite del Festival di Sanremo l'8 febbraio 2018, pronunciò su richiesta di Diego Bianchi la parola propaganda sul palco per salutare la trasmissione.
Il 5 febbraio 2019, in occasione del Festival di Sanremo 2019, il batterista Fabio Rondanini indossò una t-shirt con il logo di Propaganda Live durante l'esibizione di Daniele Silvestri; si ripeté l'8 febbraio con i Calibro 35 che accompagnano l'esibizione di Ghemon e Diodato nella serata dei duetti. Per le prime due stagioni è stato ospite fisso anche il tassista romano Mirko "Missouri 4" Matteucci, il quale ha spesso condotto dei sondaggi spiritosi insieme a Leonardo Parata.
Il 31 dicembre 2020, durante la pandemia di COVID-19, è andata in onda una puntata speciale di 4 ore per il veglione di capodanno. Per l'occasione il format ordinario è stato arricchito con molti ospiti e l'estrazione di una tombola con premi.
La puntata di venerdì 11 aprile 2025 si è aperta e si è chiusa nel ricordo di Valentina Del Re, violinista della Propaganda Orchestra morta nella mattinata a causa di una malattia che aveva da tempo.
La puntata di venerdì 25 aprile 2025 si è aperta con un omaggio a Papa Francesco, morto il 21 aprile 2025, ed è stata trasmessa in diretta eccezionalmente dall'Auditorium Parco della Musica di Roma per festeggiare l'80º anniversario della liberazione d'Italia. La puntata si è chiusa in ricordo della violinista del programma Valentina Del Re.

## La lettera del presidente Mattarella
In occasione dell'ultima puntata della prima stagione, rispondendo negativamente a una richiesta di intervista del conduttore, il presidente della Repubblica Italiana Sergio Mattarella ha avuto modo di esprimere apprezzamenti al programma in una lettera:
(Presidente Sergio Mattarella)
In ultimo il presidente, ricollegandosi con umorismo al tormentone con il quale Diego Bianchi, in molte puntate, notava come la porta della sala stampa del Quirinale fosse da anni rotta, aggiunge "farò riparare la porta della sala stampa". All'inizio della prima puntata della seconda stagione, andata in onda il 14 settembre 2018, il conduttore mostra una clip in cui incontra il presidente che, dopo i ringraziamenti di rito, conferma l'avvenuta riparazione della porta.

## Edizioni
| Edizione | Conduzione    | Messa in onda     | Messa in onda  | Puntate | Rete |
| Edizione | Conduzione    | Inizio            | Fine           | Puntate | Rete |
| -------- | ------------- | ----------------- | -------------- | ------- | ---- |
| 1ª       | Diego Bianchi | 29 settembre 2017 | 15 giugno 2018 | 36      | LA7  |
| 2ª       | Diego Bianchi | 14 settembre 2018 | 14 giugno 2019 | 37      | LA7  |
| 3ª       | Diego Bianchi | 13 settembre 2019 | 12 giugno 2020 | 38      | LA7  |
| 4ª       | Diego Bianchi | 11 settembre 2020 | 4 giugno 2021  | 37      | LA7  |
| 5ª       | Diego Bianchi | 10 settembre 2021 | 17 giugno 2022 | 36      | LA7  |
| 6ª       | Diego Bianchi | 9 settembre 2022  | 16 giugno 2023 | 36      | LA7  |
| 7ª       | Diego Bianchi | 15 settembre 2023 | 14 giugno 2024 | 35      | LA7  |
| 8ª       | Diego Bianchi | 13 settembre 2024 | 13 giugno 2025 | 36      | LA7  |